# Medzilaborce
Medzilaborce (in tedesco Labortz, in ungherese Mezőlaborc, in ruteno Medžilabirci) è una città della Slovacchia, capoluogo del distretto omonimo, nella regione di Prešov. Ubicata nei pressi del confine con la Polonia e con l'Ucraina, ha sempre avuto una consistente presenza di abitanti di etnia rutena.

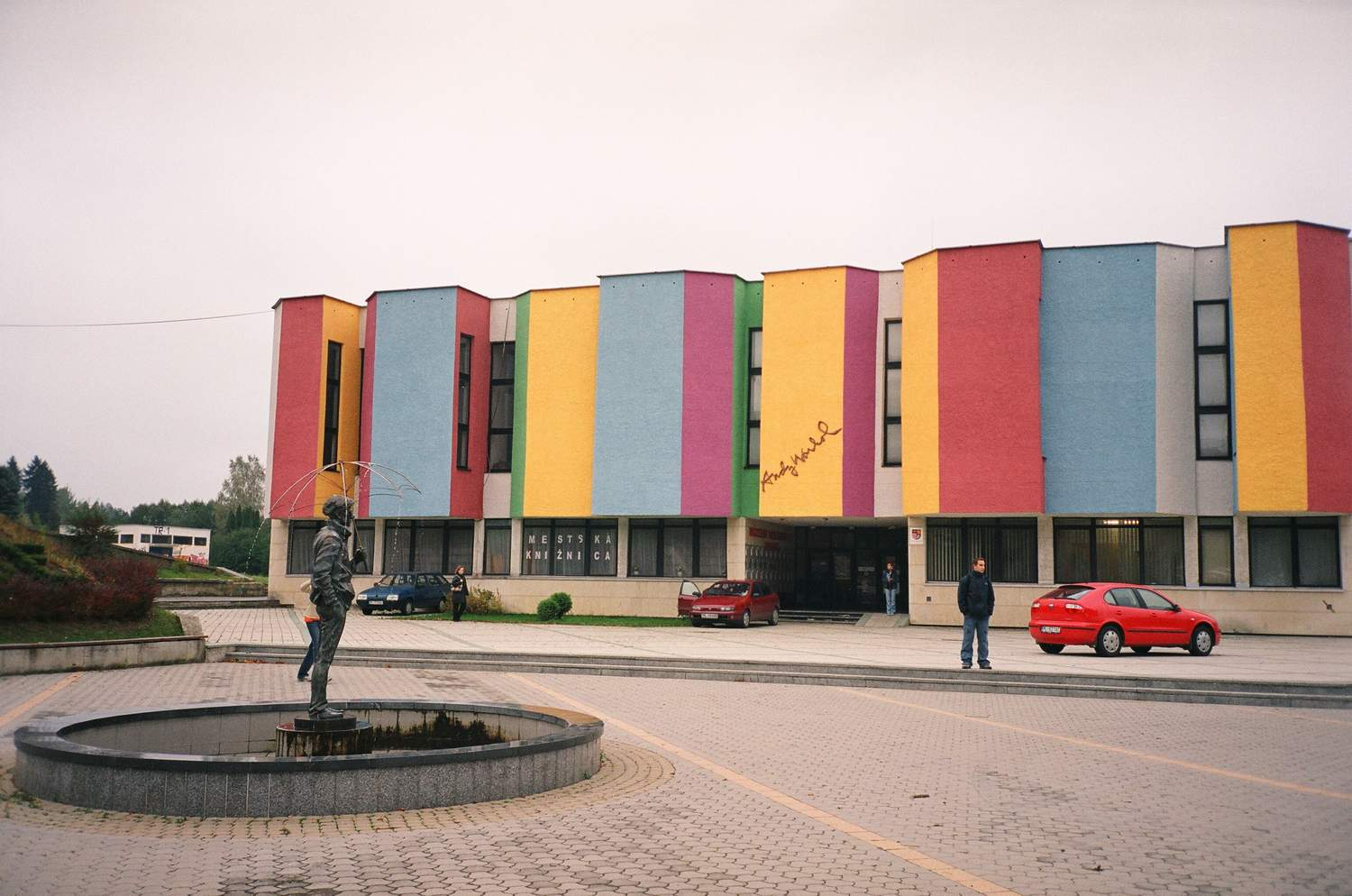
Andy Warhol Museum of modern art

La città è la sede del Museo di Arte moderna Warhol, aperto nel 1991, che contiene molte opere originali di Andy Warhol e dei suoi fratelli Paul e James. La madre di Warhol, Julia Warhola, nacque e visse con il marito nel villaggio di Miková, 17 km a ovest della città.
Medzilaborce è situata in una delle regioni più povere e isolate della Slovacchia.

## Parti della città
- Medzilaborce
- Borov
- Vydraň

## Amministrazione

### Gemellaggi
- Náměšť nad Oslavou
- Kozienice